# 海州 (唐朝)
海州，中国唐朝时设置的州。
唐高祖武德四年（621年），以括州的临海县设立海州，治所在临海县（今浙江省临海市），增设章安县（今浙江省台州市椒江区章安街道）、始丰县（今浙江省天台县）、乐安县（今浙江省仙居县）、宁海县（今浙江省三门县）。武德五年（622年）以天台山为名，海州改为台州。